# Língua craó
Krahô é um dialeto da língua timbira, falada pelo povo Krahô, que vive na Terra Indígena Kraolândia, na margem esquerda do rio Vermelho, no leste do Tocantins.
A língua timbira pertence ao grupo Jê Setentrional do tronco macro-jê.
É um dialeto próximo do dialeto canela. 
Ainda há controvérsia se os dialetos da língua timbira são de fato dialetos (um continuum dialetal) ou podem ser reconhecidos como línguas aparentadas.